# Абатське
Аба́тське (рос. Абатское) — село, адміністративний центр Абатського району Тюменської області, Росія.

## Географія
Село розташоване на лівому березі річки Ішим, притоці Іртиша (басейн річки Об), за 59 км на північний схід від залізничної станції Ішим.

## Історія
Село засноване в 1680 році як російський форпост № 868 (Абатський острог) для спостереженням за рухом татар. З 1695 року — Абатська слобода, через яку проходив Сибірський тракт. З першої половини XVIII століття розвивається як велике торгове село Абатське, у якому щорічно проходило 2 ярмарки — Хрещенська та Петрівська. В травні 1890 року тут побував Антон Чехов. З 26 вересня 1964 року по 23 січня 1991 року село мало статус селища міського типу Абатський.

## Населення
Населення — 7959 осіб (2010, 8248 у 2002).
Національний склад станом на 2002 рік:
- росіяни — 95 %

## Господарство
В селі працюють маслоробний та цегляний заводи, лісгосп, хутролісгосп, газокомпресорна станція та інші підприємства. Через Абатське проходить нафтопровід Усть-Балик-Омськ.